# Duo de l'ouvreuse de l'Opéra Comique et l'employé du Bon Marché
Il Duo de l'ouvreuse de l'Opéra Comique et l'employé du Bon Marché (Duetto tra la maschera dell'Opéra-Comique e dell'impiegato del grande magazzino Bon-Marché) è un'opera vocale comica di Emmanuel Chabrier per soprano e tenore, con accompagnamento di pianoforte. I testi sono di Paul Fuchs e Henry Lyon.

## Storia
L'opera fu scritta nel marzo del 1888 per una rivista intitolata Cent moins un, messa in scena nella casa della cantante e mecenate Madame Henriette Fuchs e fu eseguita per la prima volta nella casa della Fuch da Elisabeth Fuchs (sua figlia) e Julien Tiersot (un critico musicale) nell'aprile 1888. La rivista ebbe anche la collaborazione di Jules Massenet, Léo Delibes, Ernest Guiraud, Victorin de Joncières, Théodore Dubois, Vincent d'Indy, Charles Lenepveu, André Messager, Gabriel Pierné e Paul Vidal.
Il pezzo fu pubblicato per la prima volta in Le Figaro musical nell'aprile del 1893, insieme a Couplets du capitaine des pompiers (in onore del colonnello Constant, il capo dei vigili del fuoco la notte dell'incendio all'Opéra-Comique il 25 maggio 1887) di André Wormser.
Chabrier scrisse alla signora Fuchs il 31 maggio 1888 per chiederle di prestare il manoscritto ai suoi editori, Enoch Frères et Costallat, in modo che potessero fare una copia della partitura.

## Stile
La musica è in uno stile buffo in due versi, con lo jodeling nel ritornello. Chabrier dà indicazioni come "con un'aria malinconica e idiota", "molto stupida" e "sognante".
La mascherina, che si sente sicura finanziariamente, grazie al risarcimento del governo alle vittime dell'incendio alla Salle Favart, può sposare il commesso che canta lodi ad Aristide Boucicaut, fondatore del grande magazzino parigino, per la sua pensione, mentre la maschera elogia Léon Carvalho, direttore dell'Opéra Comique dal 1876-1887 e dal 1891-1897.